# Johan Lausen Bull

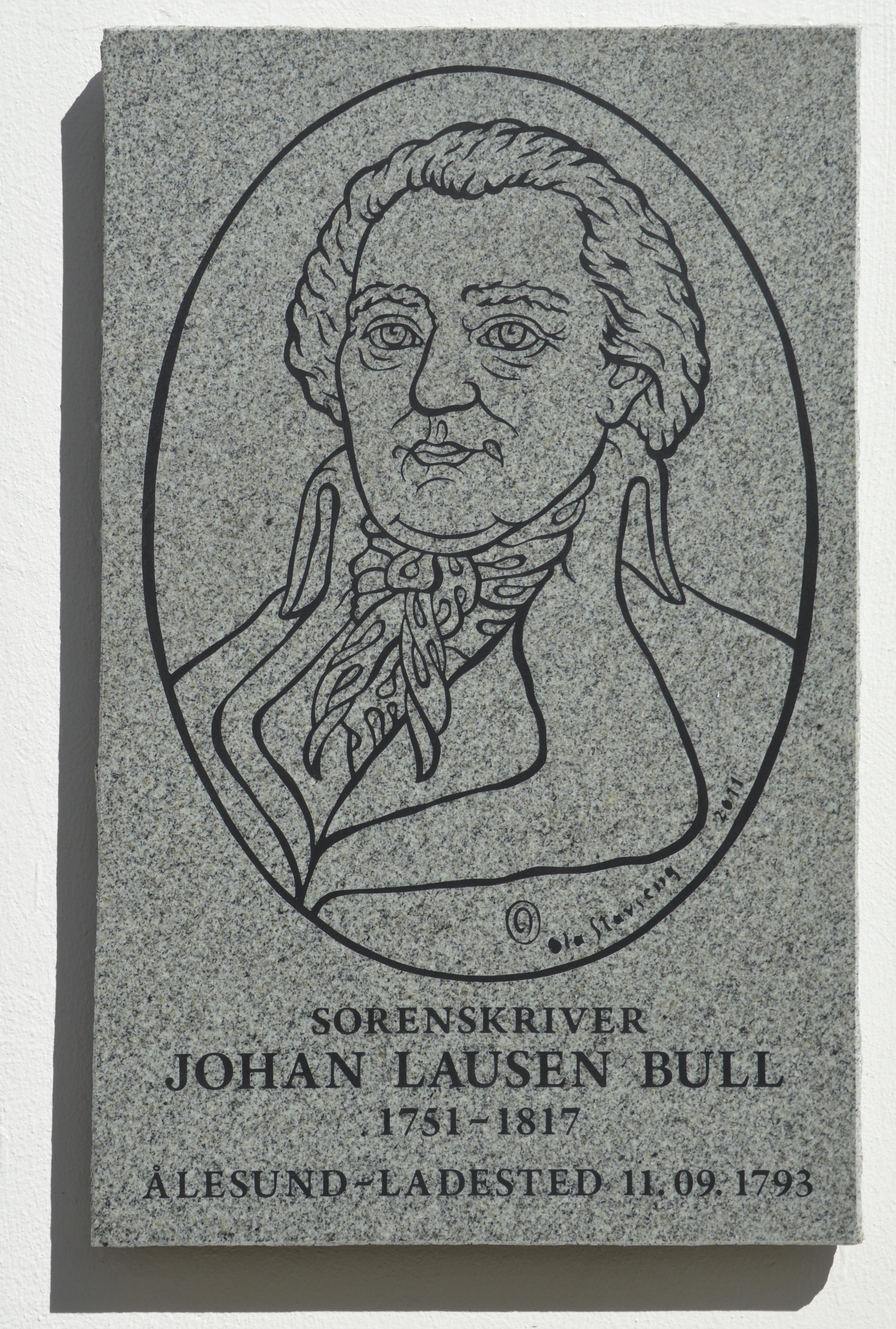
Gedenktafel für Johan Lausen Bull in Ålesund

Johan Lausen Bull (* 14. Mai 1751 in Stod bei Steinkjer; † 29. Juli 1817 in Christiania) war ein norwegischer Politiker und Jurist.

## Leben
Er wurde als Sohn des Kapitäns Jørgen Andreas Bull (1703–1764) und Dorothea Catharina Wandal Randulf (1716–1763) geboren. Sein Bruder war der spätere Richter Johan Randulf Bull. Nach dem frühen Tod der Eltern wuchs er bei seinem Cousin Henrik Helkand Bull (1732–1797) auf, der ab 1768 Sorenskriver auf den Lofoten und Vesterålen und ab 1773 in Moss war. Er studierte Rechtswissenschaften und legte sein Examen 1776 an der Universität Kopenhagen ab. 1777 wurde er Assistent des Sorenskrivers Melchior Falch in Sunnmøre, der jedoch nach kurzer Zeit in den Ruhestand trat. Bull wurde dann zum Sorenskriver ernannt und arbeitete von 1779 bis 1798 in diesem Amt in Sunnmøre. Er ließ sich in Djupvika auf der Insel Sula nieder. Am 23. Februar 1781 heiratete er die Pastorentochter Charlotte Amalie Brix Bull (1763–1844).
Bull engagierte sich für die wirtschaftliche Entwicklung der Region und schlug dem König vor, in Ålesund einen neuen Handelsplatz einzurichten. Seitens der Städte Bergen, Molde und Kristiansund wurde das Vorhaben abgelehnt. Der lokale Gouverneur Andreas Nordløv und der Stiftamtmann von Trondheim Thorkild Fjeldsted unterstützten das Vorhaben. Mit königlichem Dekret vom 11. September 1793 erhielt Ålesund die Hafen- und Zollrechte. 1798 wurde er Präsident des Magistrats von Kristiansand, bis er 1798 dann die gleiche Funktion im Magistrat von Christiania, dem heutigen Oslo, übernahm. Dieses Amt hatte er bis 1815 inne. 1805 gehörte er der Kommission an, die für den Bau eines Kanals zwischen Christiania und Øyeren gegründet worden war. Ab 1808 gehörte er der Kommission eines Fonds zur Unterstützung Verwundeter an. 1811 wurde er Vorstandsmitglied einer Gesellschaft für Entwicklung.
Bull war wohlhabend. 1805 erwarb er das Gut Tøyen hovedgård, welches er 1812 an König Friedrich IV. verkaufte. Bekannt war Bull auch für seine humane Haltung gegenüber dem Inhaftierten Hans Nielsen Hauge.
In der Stadt Ålesund wurde ihm zu Ehren eine Straße als Sorenskriver Bulls gate benannt. In der Straße befindet sich auch eine an ihn erinnernde Gedenktafel.